# 卢德米拉·扬科夫卓娃
卢德米拉·扬科夫卓娃（捷克語：Ludmila Jankovcová；1897年8月8日—1990年9月5日），捷克斯洛伐克共产党领导人之一。1947年至1963年期间，她担任数个政府职位，包括工业部部长。由于她参加并支持布拉格之春，她被禁止参与政治活动。

## 获奖
- 克莱门特·哥特瓦尔德勋章（1967年7月14日）[2]
- 共和国勋章（两次：1955年5月7日，1957年）[3]